# 検問

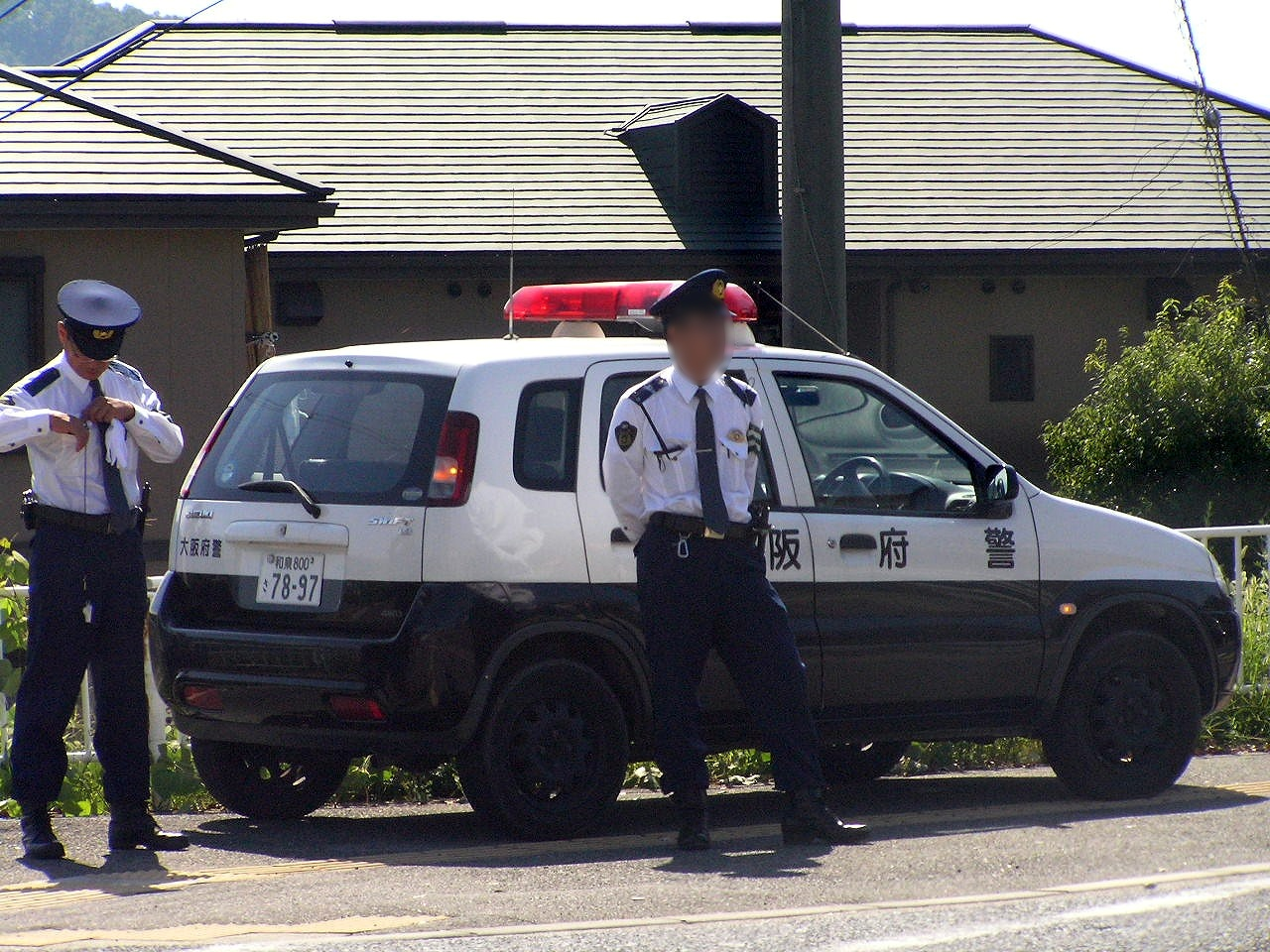
検問の様子（大阪府警）

検問（けんもん）とは、警察が犯罪捜査や治安維持、交通違反の取り締まりなどのため通行人や通行車両を停止させて確認することである。

## 概要
警察による検問は、その目的に応じて、主に3つに分類できる。交通の取締を目的とする交通検問、犯罪の予防・検挙を目的とする警戒検問、現に犯罪が行われたのちに犯人を確保する目的で行われる緊急配備検問である。
検問の方法として、対象を絞り込むことなく無差別に行う検問を一斉検問という。自動車を対象とする検問は、自動車検問という。
これらは排斥し合う概念ではない。例えば、テロリズムを未然に防ぐため、各国の要人が集う国際会議場の周辺において無差別に自動車を停止させて行う検問があるとする。これは目的からすれば警戒検問であり、方法からすれば一斉検問であり、対象に着目すれば自動車検問である。

## 検問の法的性質・根拠
ある検問が、「職務質問」として行われるならば、その根拠規範は警察官職務執行法（警職法）2条となる。たとえば車両の検問中、急に後退あるいは転回したり、停止に応じないなどの不自然な行動から、何らかの犯罪を行なったと疑うに足りる相当な理由が認められる場合には、その時点で警職法第2条を根拠として「職務質問」としての停止を行うことができる。
しかし対象となる人や自動車の外観上、不審な点が認められない場合に行われる検問は職務質問ではないため、警察法2条1項に検問の法的根拠を求める見解があり、交通検問については最高裁も同様の立場に立つ。一方、相手方が任意で協力する限り、特別の法的根拠は不要であるとの見解もある。後者の立場によれば、最高裁が行政法学上の基本的概念である組織規範と根拠規範とを混同しているとは考え難く、上記最高裁決定は、問題となった検問が警察法2条1項所定の「交通の取締」に含まれることを確認したに過ぎないとする。

### 根拠条文
地域警察運営規則（昭和44年6月19日国家公安委員会規則第五号）
- 第28条

検問所は、幹線道路における都道府県境その他の要所に設けるものとする。
2. 検問所の地域警察官は、検問所において犯罪の予防検挙等の活動を行うものとする。
3. 検問所勤務の検問においては、通行中の自動車その他の車両を停止させ、運転者、同乗者等に対して質問を行うことにより、犯罪の予防検挙、交通の指導取締り等に当たるものとする。
4. 第十八条第一項の規定は検問所勤務の立番について、同条第二項の規定は検問所勤務の見張について、同条第四項の規定は検問所勤務の検問、立番及び見張について、第二十六条の規定は検問所勤務の待機について準用する。
- 第18条

交番勤務の立番においては、原則として、交番の施設外の適当な場所に位置して、立つて警戒するとともに、諸願届の受理等に当たるものとする。
2. 交番勤務の見張においては、交番の施設内の出入口付近に位置して、椅子に腰掛けて警戒するとともに、諸願届の受理等に当たるものとする。
3. 交番勤務及び駐在所勤務の在所においては、交番又は駐在所の施設内において、諸願届の受理等を行うとともに、書類の作成整理並びに装備資器材及び施設の点検整備等を行い、あわせて外部に対する警戒に当たるものとする。
4. 前三項の立番、見張又は在所に際しては、市民に対する応接を丁寧迅速に行うとともに、周密鋭敏な観察力及び注意力を発揮して、職務質問を行うこと等により、異常又は不審と認められる事象の発見及び真相の究明に努めなければならない。
- 第26条

自動車警ら班勤務及び自動車警ら隊勤務の待機においては、指定された場所において、事件又は事故が発生した場合に直ちに出動することができる態勢を保持しつつ、警ら用無線自動車、無線機器その他の装備資器材の点検整備及び書類の作成整理に当たるものとする。

## 検問の種類

### 飲酒検問
飲酒検問とは、運転者が酒酔い運転・酒気帯び運転をしていないかどうかを確認する検問であり、交通検問の一種である。アルコールチェッカー、又は警察官の嗅覚を利用し、運転者の呼気や車内のアルコール臭等の状況から勘案して酒酔い運転・酒気帯び運転が疑われる場合には、用意されている機材を用いて呼気中の正確なアルコール量を測定する。
アルコール検知量が規定値を超えれば、酒酔い運転または酒気帯び運転により検挙される。警察官の嗅覚による確認の場合は法律上任意検査なので拒否しても問題ないが、機材を用いたアルコール呼気検査を求められた場合、道路交通法第67条第3項「車両等に乗車し、又は乗車しようとしている者が第六十五条第一項の規定に違反して車両等を運転するおそれがあると認められるときは、警察官は、次項の規定による措置に関し、その者が身体に保有しているアルコールの程度について調査するため、政令で定めるところにより、その者の呼気の検査をすることができる」に基づき強制検査となり、拒否した場合は道路交通法第118条の2「第67条第3項の規定による警察官の検査を拒み、又は妨げた者」が成立し、呼気検査拒否罪で検挙の対象となる。そのため、実際に運転手が一滴も酒を飲んでいなかったとしても、道路交通法第65条第1項の規定に違反して車両等を運転するおそれがある場合に呼気検査を要求できるため、呼気検査を拒んだ場合は、飲酒の有無にかかわらず飲酒検知拒否罪は成立する。

### 違法改造車への検問
違法改造車は安全性や騒音などの観点から危険性が極めて高いものとなっている。その為、改造車の集まるイベントなどの開催前後ではスピード違反でなくても検問が実施されることがある。また、改造車が多く集まるとされる大黒PA・辰巳PAなどでは深夜に封鎖を行い検問をすることがある。また、新型コロナウイルス流行後には首都高速道路の渋滞が発生しないことから違法改造車が数多く集まったため、改造車の抑制のために警視庁が検問を強化した。また、無料で車両を警察に捜査される様子が「無料車検」と皮肉的に述べられることも多い。

### 捜査の為の検問
重大事件が発生した場合、現場の周辺付近で検問を行うことがある。死亡ひき逃げ等の場合、事件発生時刻前後に実施し、目撃者等の情報を得るために行うことがあり、その際、情報提供を呼びかけるチラシを運転者に配布することもある。また、容疑者が逃亡中の場合、身柄確保を目的とした検問を行うこともある。

### シートベルト、携帯電話、スピードの検問
対向車線に立った警察官が運転席の様子を観察し、シートベルトを装着していなかったり、運転中の携帯電話通話を行っていたら、対向車線の手前で監視している警察官が、奥で待機している警察官に無線で報告し、違反者を停止させ検挙する方式である。スピード測定器を設置し、スピード違反の取締りを行うことを「ねずみ獲り」と呼ぶ事もある。

### その他検問

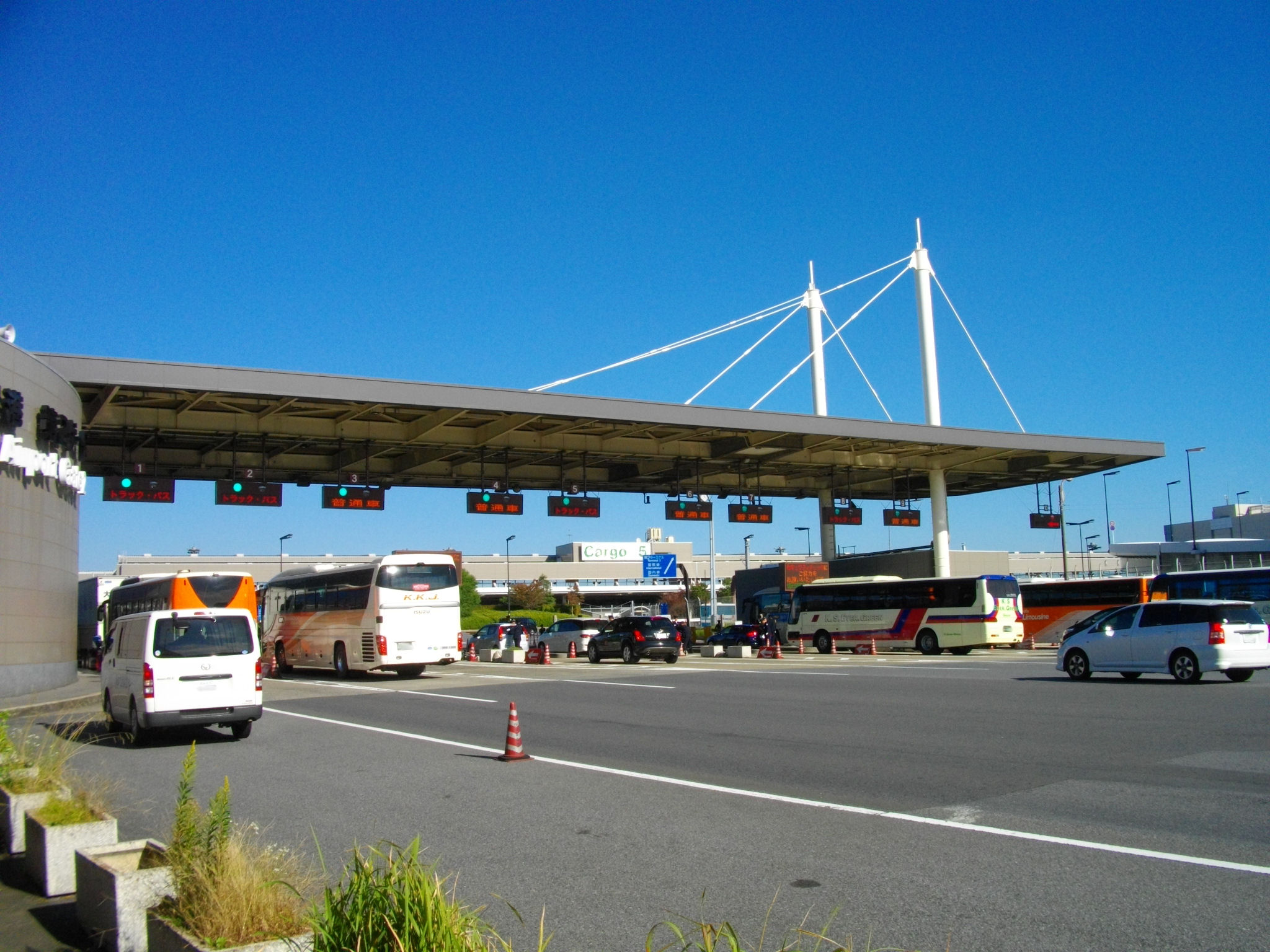
成田国際空港の検問所

要人来日などの警戒状態において、適宜要所において検問を実施することがある。成田国際空港ではテロリズムや空港反対派への警戒のため、開港から2015年（平成27年）3月30日正午までの間、全ての空港敷地内入場者に対して、常時検問を実施していた。